# Skansen (Tromsø)

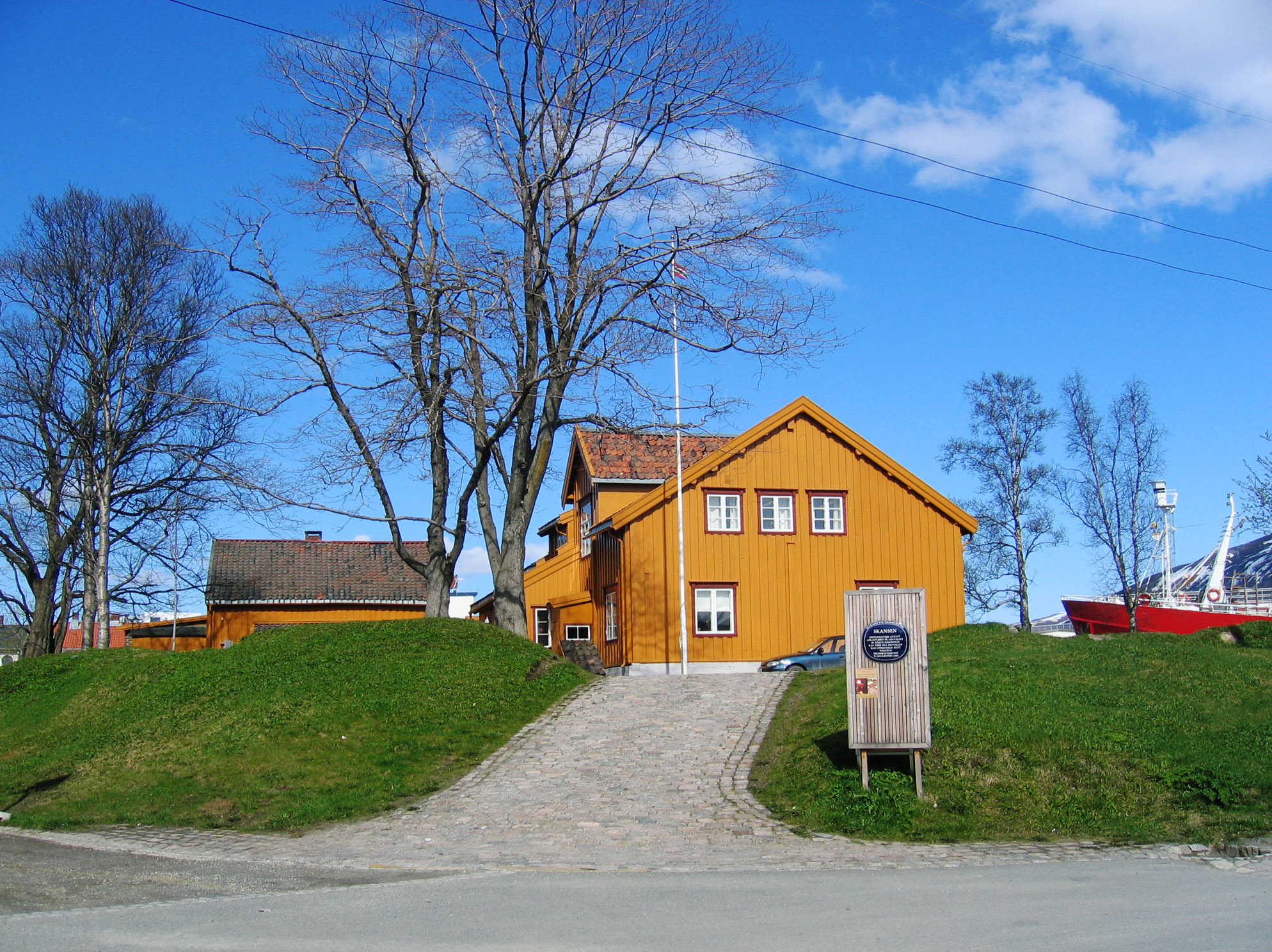
Die mittelalterliche Festung Skansen im Stadtzentrum von Tromsø. Im Hintergrund ist ein Schiff in der Tromsøer Werft zu sehen.

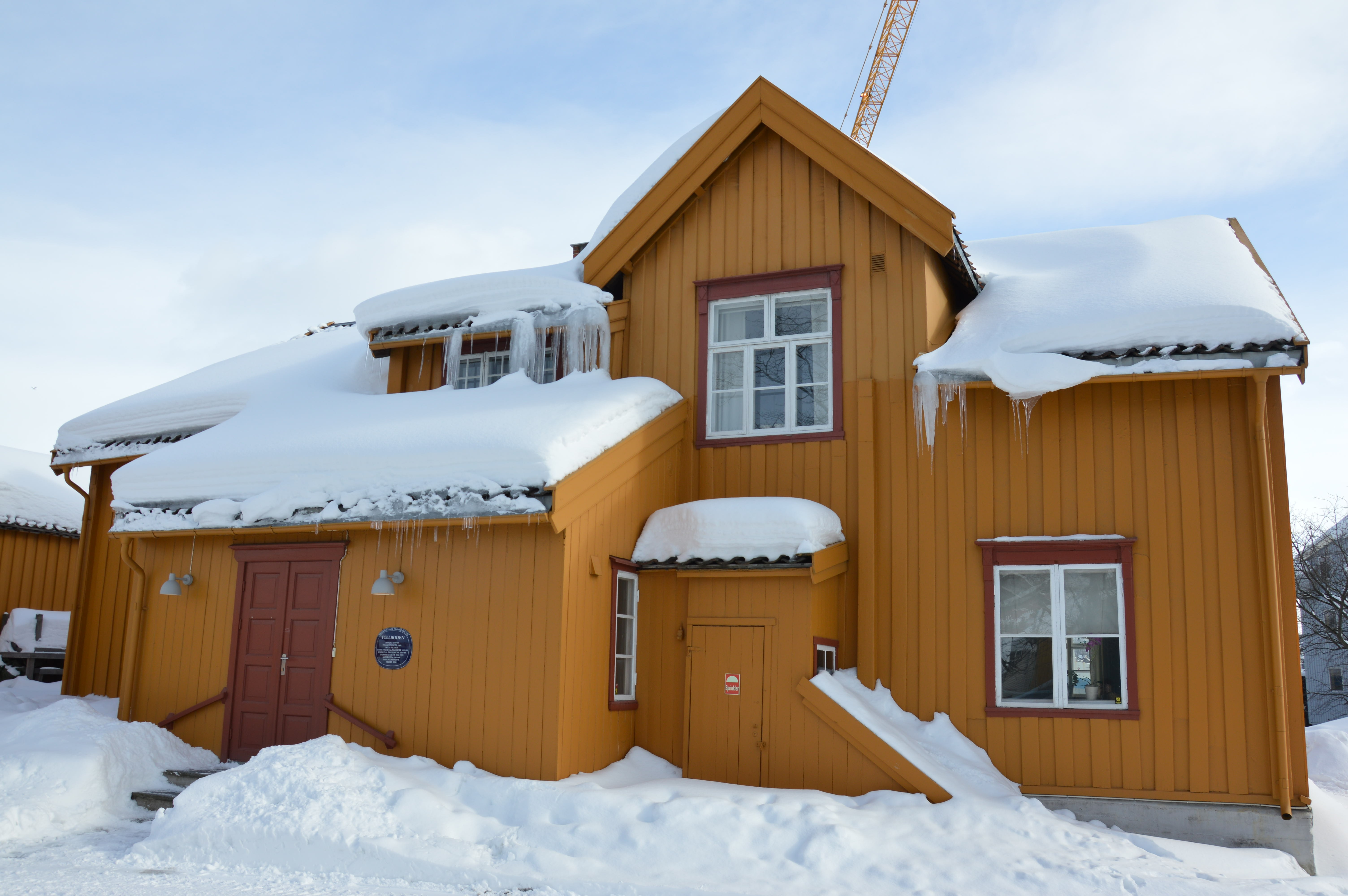
Zollhaus

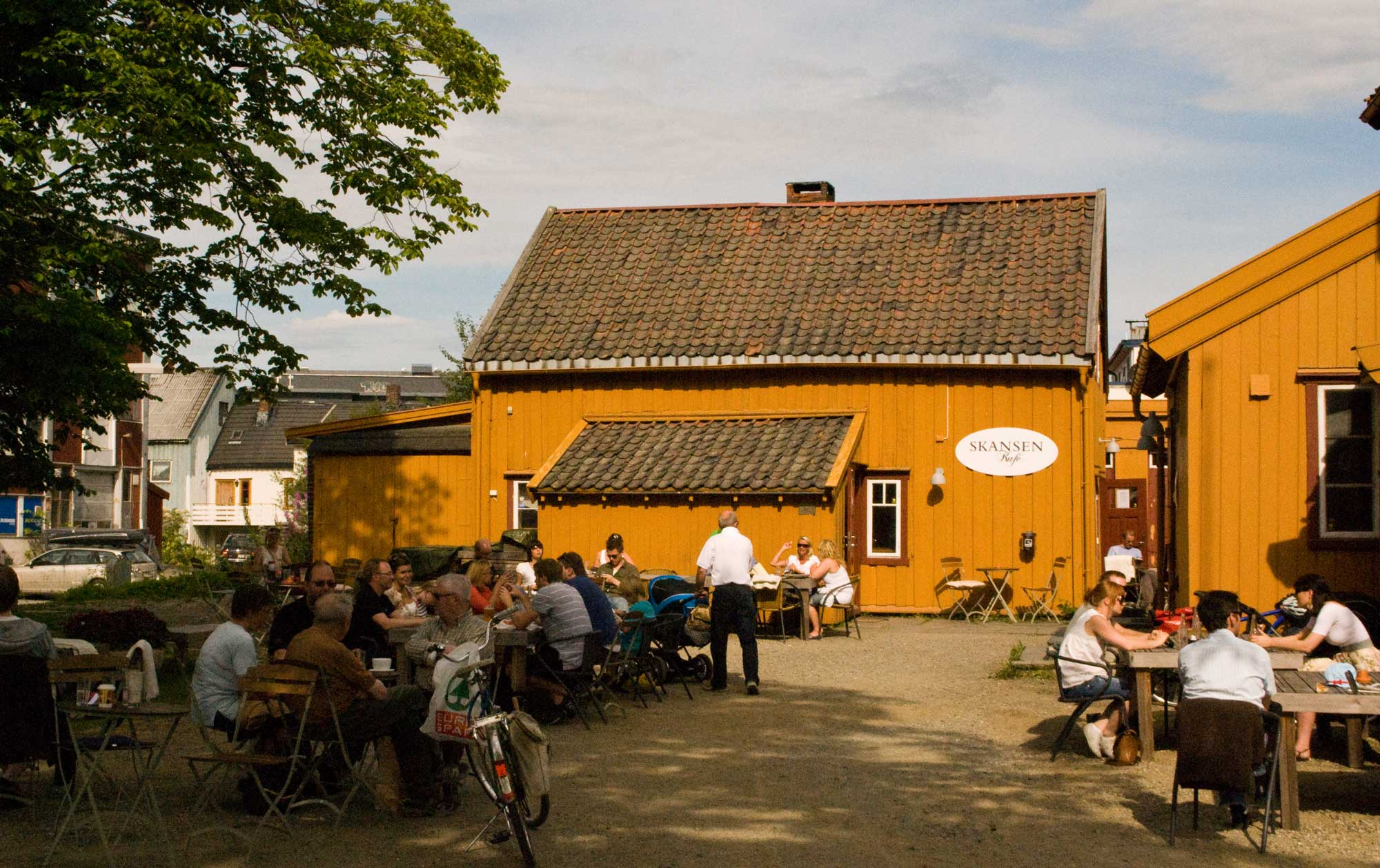
Cafe

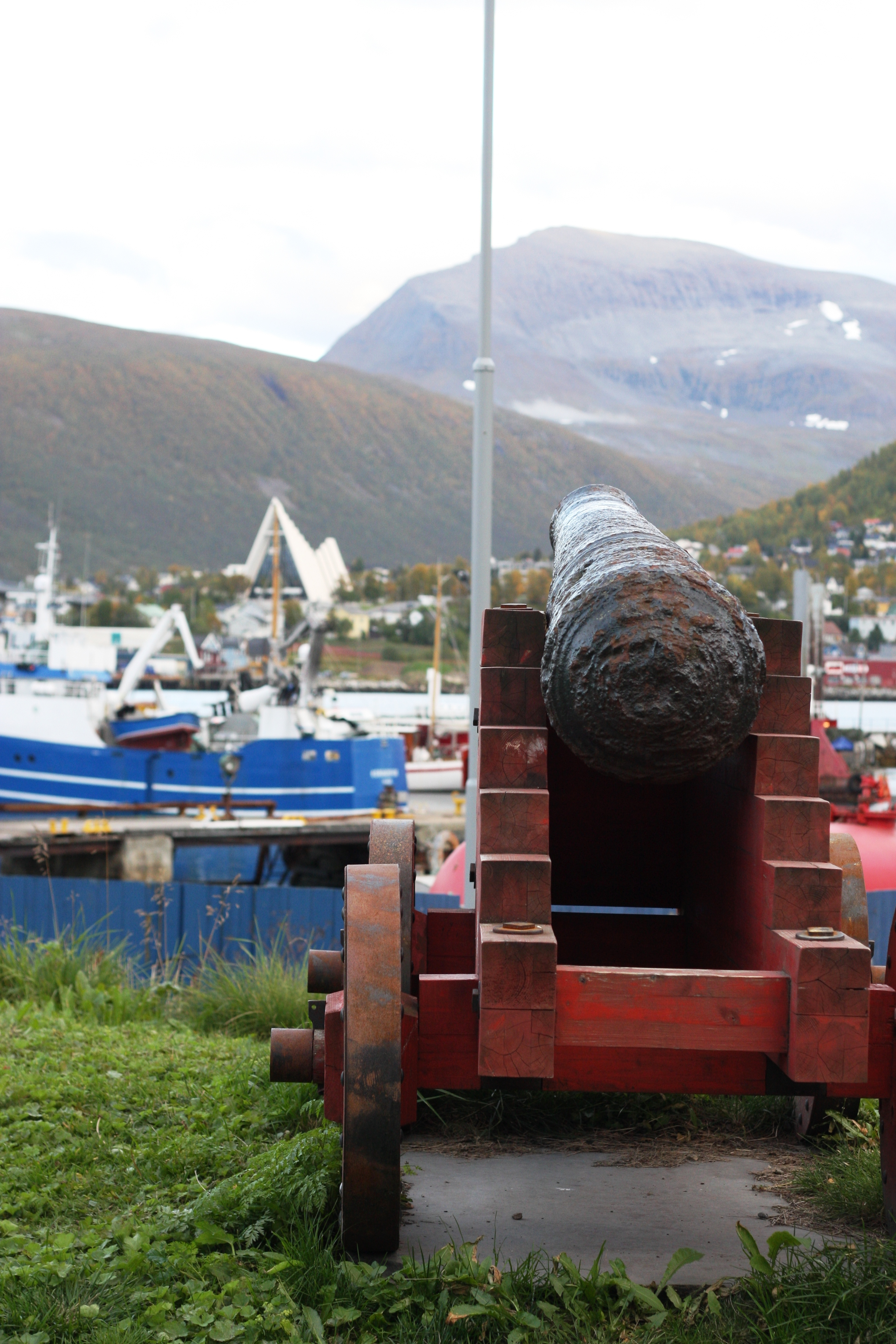
Kanone mit Blick über den Tromsøysund und der Eismeerkathedrale im Hintergrund

Skansen, auch Rundellen genannt, ist eine Festungsanlage in der norwegischen Stadt Tromsø im Fylke Troms. Das Gebäudeensemble ist das älteste der Stadt und der Festungswall ist die einzige sichtbare Anlage, die noch aus dem Mittelalter erhalten ist. Seit 1978 steht Skansen und ein Teil der Bucht in der Meerenge Tromsøysund unter Denkmalschutz. Darüber hinaus wurde Skansen zur Tusenårssted von der Kommune Tromsø gewählt und repräsentiert den bildlichen Übergang ins 21. Jahrhundert.

## Lage
Skansen befindet sich auf der Ostseite der Insel Tromsøya, südlich der Tromsøbrua. Errichtet wurde die Festung auf einer Landspitze, strategisch an der engsten Stelle der Meerenge Tromsøysund platziert. Aufgrund einer Landhebung befindet sich Skansen heute im Landesinneren, früher jedoch war sie im Norden, Osten und Süden vom Meer umgeben. Westlich der Festung verlief ein Bach, der den früheren Burggraben speiste. Der Burggraben wurde Anfang des 19. Jahrhunderts aufgefüllt, er befand sich dort, wo sich heute die Straße Nordre Tollbodgate befindet. Mit Abgrenzung durch den Festungsgraben befand sich Skansen auf einer künstlich geschaffenen Insel.

## Die Anlage
Skansen ist eine runde Festungsanlage auf einem künstlichen Plateau mit einem Durchmesser von circa 50 Metern. Der Festungswall mit einer Höhe von drei bis vier Metern und fällt nach innen nur rund einen Meter ab. Ursprünglich war er höher und es wird angenommen, dass Palisaden auf dem Wall die Anlage geschützt haben. Das konnte allerdings nicht zweifelsfrei nachgewiesen werden. Im Jahr 1808 wurden vier Geschütze auf dem östlichen Wall montiert. Die Lafetten sind exakte Kopien der Lafetten der Festung Vardøhus. Innerhalb des Walls stehen heute sieben Gebäude, die nicht aus der gleichen Zeit wie die Festung selbst stammen. Sie wurden zwischen 1789 und 1793 gebaut. In seinem Artikel von 1878 vermutete der Geologe Karl Pettersen aufgrund des Namens Borgåsen (dt.: Burgberg), dass hier früher eine Burg gestanden haben muss. So bezeichnete auch der österreichische Jesuitenpater Maximilian Hell 1769 Skansen als alte königliche Burg.

## Datierung und Geschichte
Erstmals schriftlich erwähnt wurde Skansen 1743 von Major Peter Schnitler im Grenzprotokoll. Im Jahr 1999 wurde organisches Material vom Burgplateau zur Untersuchung mit der C14-Methode entnommen. Die Untersuchung bestätigt menschliche Aktivitäten seit der Mitte des 13. Jahrhunderts bis zum Anfang des 14. Jahrhunderts, allerdings macht sie keine direkten Angaben wann Skansen angelegt wurde. So variieren die Datierungen zwischen dem 11. und dem 14. Jahrhundert. Der wichtigste Anhaltspunkt ist eine Sage, die erzählt, dass Skansen zum Schutz gegen russische Angreifer gebaut worden ist. Demnach ist die Datierung zwischen dem Beginn des 13. und dem 14. Jahrhundert aktuell. Norwegen war derzeit mit der Republik Nowgorod im Konflikt, die den finnisch-sprachigen Teil der Region Karelien beherrschte. Zu Beginn des 13. Jahrhunderts wurde auch die Festung Vardøhus im Osten der Provinz Finnmark gebaut. Ebenfalls sind mehrere Steinburgen, wie das Tunsberghus und Akershus aus dieser Epoche bekannt. Der Historiker Nils A. Ytreberg nimmt an, dass der Bau der Festung Skansen in Zusammenhang mit der Errichtung der Marienkirche in Tromsø steht. Auch der Burggraben deutet auf die Zeit vor der Reformation hin.
Während seiner Geschichte wurde Skansen vielfältig genutzt. 1784 wurde das Zollamt auf Skansen eingeweiht und damit der Handel mit dem Ausland ermöglicht. Vorher war es ausländischen Schiffen nicht gestattet in nordnorwegischen Gewässern zu segeln. 1848 wurde neben der Festung die Werft gebaut. Sie war bis ins 21. Jahrhundert in Betrieb und ist mittlerweile umgezogen. Das Werftgelände soll nun durch eine Eigentumsgesellschaft entwickelt werden. Dadurch ist der Blickkontakt zum Tromsøysund gefährdet, den die Festung ursprünglich überwachen sollte. Nachdem das Zollhaus auf Skansen aufgegeben worden war, diente die Anlage zu reinen Wohnzwecken, bis von 1873 bis 1881 die Tromsø folkeskole (dt.: Volksschule Tromsø) und später die Tromsø Tegneskole (dt.: Zeichnenschule Tromsø) in das Gebäude einzog. Danach diente es als Epidemielazarett und von 1944 bis 1963 wurde es als Altersheim benutzt. Im Jahr 1976 gründete man auf Skansen das Stadtmuseum Tromsøs, das 2003 mit seiner Sammlung in das Perspektivet Museum überging.
Ebenfalls im Jahr 2003 war die Festung von einem Brand betroffen. Alle Gebäude wurden daraufhin vollständig unter Berücksichtigung alter Bautechniken restauriert. Die Ausstellungsstücke des Polarmuseums, das während dieser Zeit dort untergebracht war, wurden nicht beschädigt.
Heute ist Skansen ein Kultur- und Repräsentationsort für Tromsø und seine Umgebung. Zurzeit befindet sich die Skansen Galerie im Erdgeschoss des Haupthauses. Sie stellt Bilder bekannter lokaler Künstler wie Idar Ingebrigtsen, Hans Haakø, Lorentz Nordberg und Sverre Mack aus. Im Obergeschoss hat sich das Festivalcenter niedergelassen, welches unter anderem für die Festivals Nordlysfestivalen, Barents Korsentrum, Insomnia und Ordkalotten Literaturfestival zuständig ist. Die Hauptaufgabe des Centers soll die Weiterentwicklung Tromsøs als Festivalstadt werden.